# 中込重明
中込 重明（なかごみ しげあき、1965年4月21日 - 2004年4月30日）は、日本の近世文学研究者。博士（文学）（2004年）（学位論文「落語の原話研究」）。専門は落語・講談。諸芸懇話会会員。

## 人物
山梨県生まれ、東京都府中市育ち。1988年法政大学第二文学部日本文学科卒、2001年同大学大学院博士課程単位取得満期退学。法政大学非常勤講師などをしながら、落語・講談について優れた研究を数多く発表、古今東西の文芸に通暁し、多くの源泉研究を行った。国際日本文化研究センター共同研究員も務めたが、2003年脳腫瘍が発見され、2003年6月から入院生活となる。2004年3月、学位論文「落語の原話研究」の審査を病床で行い、博士号を取得。2004年4月30日、死去。
延広真治の尽力で、死去日に第一論文集『明治文芸と薔薇』が刊行され、同年6月に第二論文集『落語の種あかし』が刊行された。
法政大学学部生の頃から松田修に師事した。松田の晩年の不自由さを手助けし、『松田修著作集』全巻の解題も手がけた。

## 著書
- 『明治文芸と薔薇 話芸への通路』（右文書院） 2004年
- 『落語の種あかし』（岩波書店） 2004年、のち岩波現代文庫 2019年

### 共著
- 『落語の鑑賞201』（二村文人共著、延広真治編、新書館） 2002年

### 監修
- 『落語で読み解く 「お江戸」の事情』（青春出版社、プレイブックスインテリジェンス） 2003年

### 校訂
- 「花菖蒲澤の紫」（三遊亭円朝作、山々亭有人補綴、太平書屋、『人情本選集』） 2004年